# Blossom Seeley

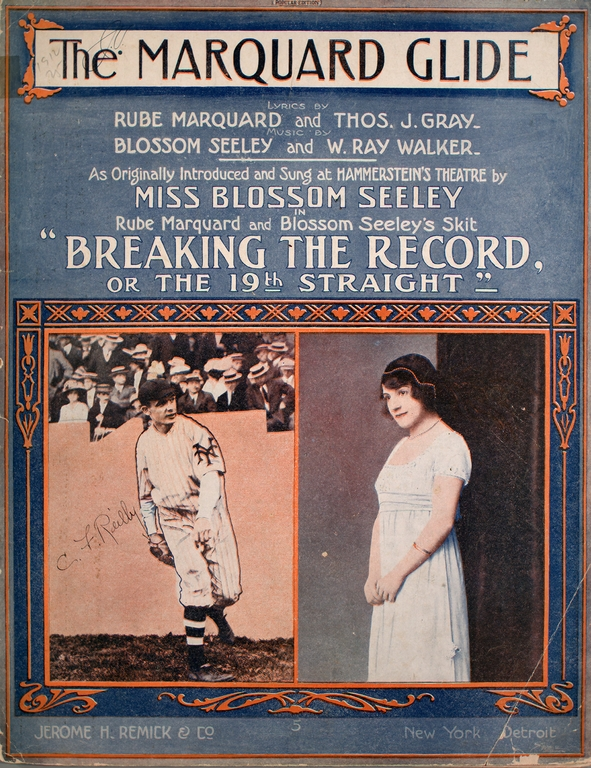
Couverture de la partition pour la production Marquard et Seeley.

Pour les articles homonymes, voir Seeley.
Blossom Seeley, née le 16 juillet 1886 et décédée le 17 avril 1974, est une artiste américaine polyvalente, reconnue pour ses talents de chanteuse, danseuse et actrice. Son vrai nom était Minnie Guyer.

## Biographie
L'histoire du mariage et de la carrière de Blossom Seeley et Benny Fields a été immortalisée dans le film Somebody Loves Me (1952), où Betty Hutton et Ralph Meeker ont interprété le couple.